# Slaveri i Oman

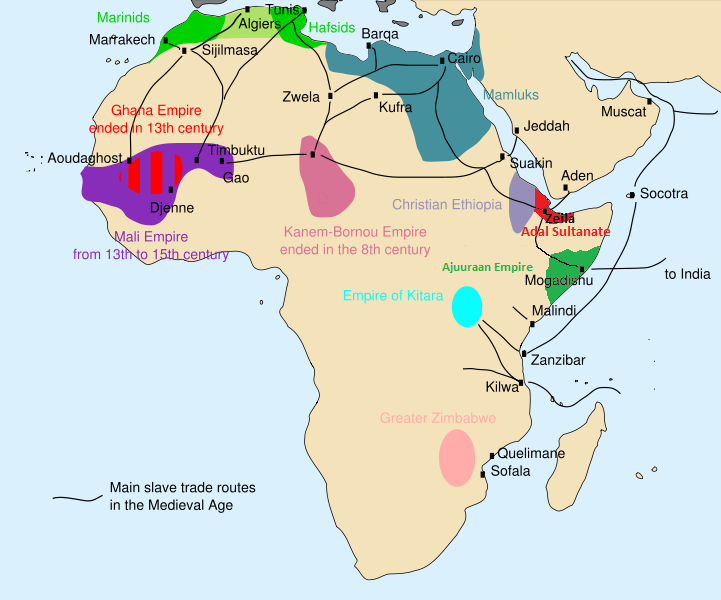
African slave trade in the Medieval Africa

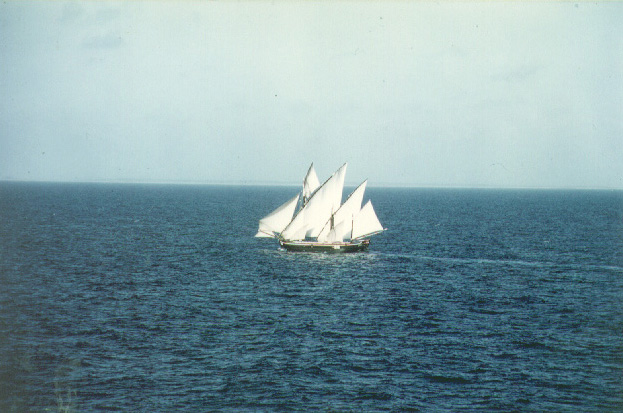
Dhows were used to transport goods and slaves to Oman.

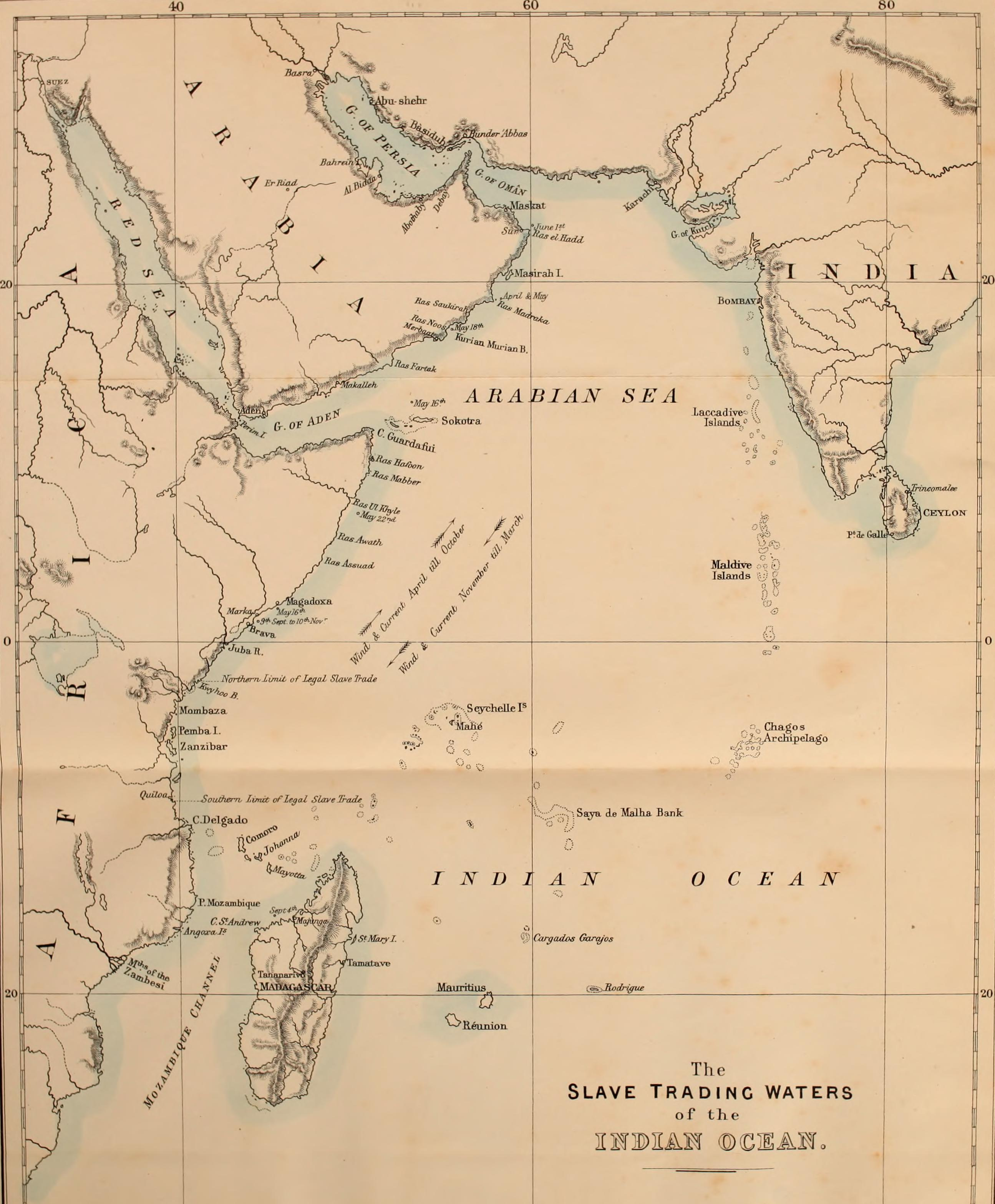
Slave-catching in the Indian Ocean (1873) (14783922793)

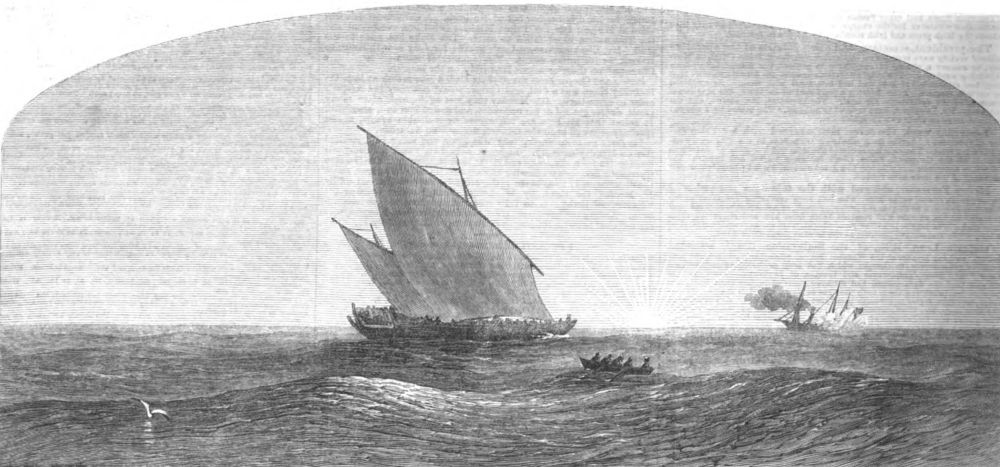
Capture of a Arab slave dhow by H. M. S. 'Penguin' off the Gulf of Aden - ILN 1867

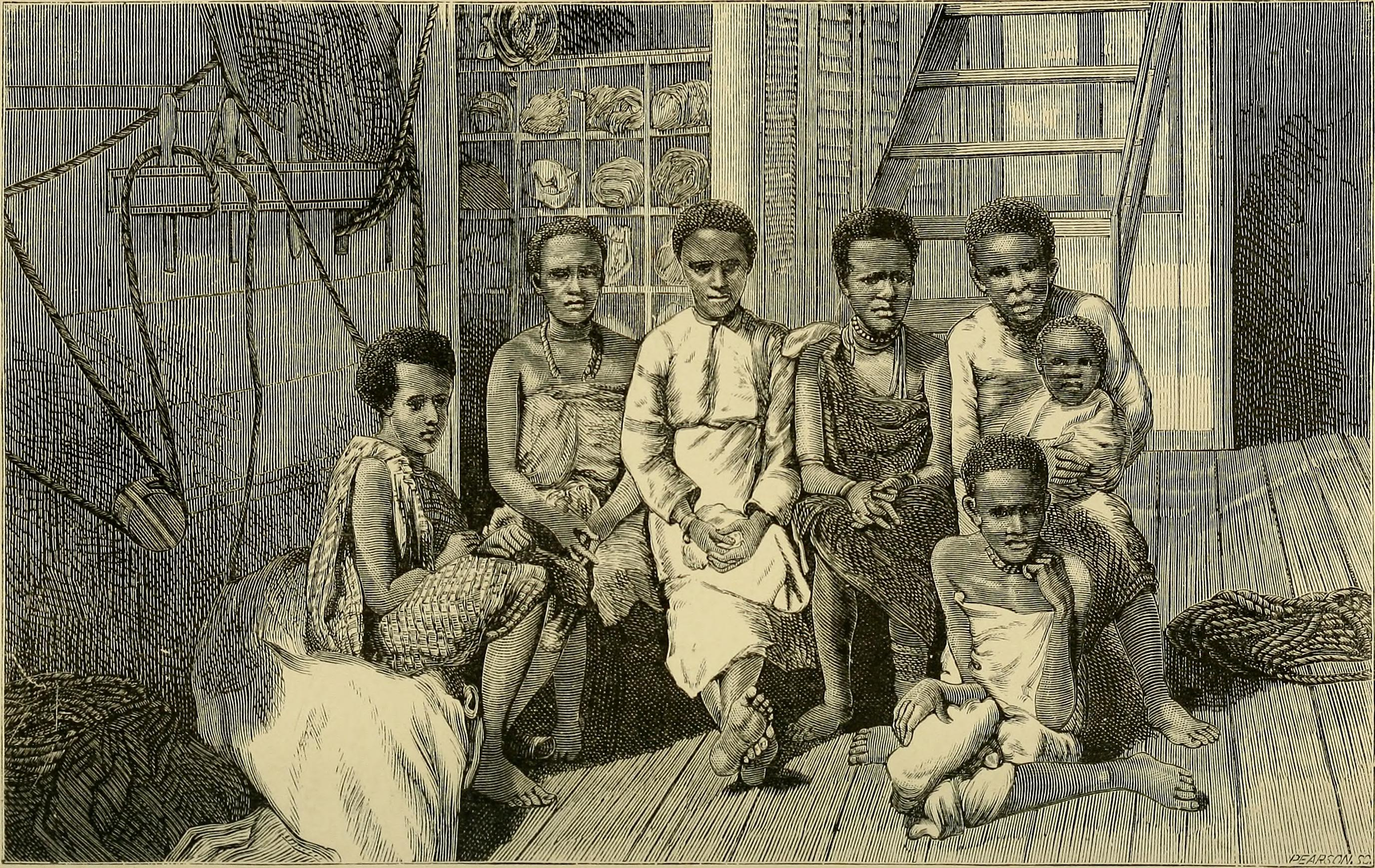
Slave-catching in the Indian Ocean (1873) (14764052205)

Oman var under lång tid en knutpunkt och ett regionalt centrum för den indiskoceanska slavhandeln, där slavar skeppades från Afrika till Persien och till övriga Arabiska halvön. Slaveriet förbjöds efter den brittiskstödda statskuppen 1970, då en konservativ monark avsattes av en mer framstegsvänlig monark. Många afroomanier härstammar från de slavar som transporterades till området under slavtiden. 

## Historik

### Oman och Zanzibar
På 1200-talet beskriver Ibn al-Mujawir att det fanns både afrikanska och indiska slavar i Jemen och Oman, av vilka indier såldes för högre priser än afrikaner.
Oman var förenad med Zanzibar 1692-1856, och slavhandeln i Zanzibar gick från Zanzibar till Oman och vidare till Persien och Arabiska halvön. Riket delades 1856 i sultanatet Zanzibar (1856-1964) och Muskat och Oman (1856-1970), men Oman fortsatte vara en knutpunkt för den indiskoceanska slavhandeln. Slavhandeln hämmades av Moresby Treaty 1822. 
Slavhandeln i Zanzibar avskaffades formellt 1876. I praktiken fortsatte dock slavhandeln från Afrika till Arabiska halvön och Persien med Oman som knutpunkt. Rutterna lades dock om i slutet av 1800-talet. 
En amerikansk resenärs beskrivning av slavarna i Oman på 1860-talet beskriver nästan alla som afrikaner, men nämner enstaka icke afrikanska slavar, så som att sonen till en ämbetsman var son till en slavinna från Georgien.
En slavhandel pågick under 1900-talet med barn som kidnappades eller köptes av sina föräldrar från Sudan och Etiopien till Jeddah och Mecka. En annan pågick med människor från Afrika och Fjärran Östern, som följde med pilgrimer på pilgrimsfärd till Mecka och som såldes på slavmarknaden vid framkomsten. En del av dessa slavar importerades från Saudiarabien till Oman. 

### Oman
Oman liksom Gulfstaterna betraktades på 1920-talet som brittiska protektorat i vid mening. Muscat och Oman sågs som autonoma stater med särskilda förbindelser med britterna. Kontakterna mellan dessa stater och Storbritannien sköttes av India Office och deras utrikespolitik av Foreign Office, men den egentliga brittiska kontrollen var mycket bristfällig. India Office lade sig inte i inre affärer utan nöjde sig med att skydda brittiska medborgare, upprätthålla en hjälplig fred mellan härskarna och utåt försöka få det att verka som att de åtlydde samma brittiska internationella traktat som britterna lydde under. 
Britterna bekämpade aktivt slaveri i hela det brittiska imperiet i enlighet med 1926 Slavery Convention. De var dock medvetna om att det vid samma tid pågick en aktiv slavhandel i Oman, som de dock inte ansåg sig ha möjlighet att ingripa mot, och agerade främst för att se till att denna inte blev internationellt uppmärksammad, snarare än att ingripa mot den.
1935 meddelade britterna Advisory Committee of Experts on Slavery att Oman och Muscat hade förbjudit slavhandeln, men vägrade att tillåta någon internationell insyn, eftersom det vid denna tid fortfarande i själva verket pågick en intensiv slavhandel i Oman, där slavar användes i pärlfiskeindustrin och uppges ha blivit ovanligt hårt behandlade.
1936 uppgav britterna inför NF att Oman bara meddelade sig internationellt genom britterna. Rapporten medgav att det fortfarande förekom en slavhandel från Baluchistan och Saudiarabien till Oman och Qatar, men att denna var ytterst blygsam, och att de slavar som ville kunna söka asyl hos brittiska agenten i Sharjah.  I verkligheten bedöms de brittiska rapporterna ha varit långt ifrån sanningsenliga.
Bertram Thomas beskrev slavinnor i Oman på 1930-talet:
"Soon through the prison courtyard below came twenty young negresses, dancing asensuous measure, their heads poised in snake-like detachment balancing fullwater pitchers. Here was the Bathing Chorus, a recognized institution when theSultan or I was in residence, and the tank in the bathroom must needs bereplenished daily. As they filed past the doorway of my room they ceased to sing;a young one, confident in her youth and greatly daring, risks what may be almosta wink in my direction, for in their world of Dhufar, they were none of them better than they should be. On filing out each halts to turn and make obeisance."
Flera planer framlades om att ingripa mot slavhandeln, men ingen bedömdes genomförbar. År 1940 rapporterades att en stor del av slavarna som skeppades över persiska gulfen var från Baluchistan, och hade sålt sig och sina barn själva för att undslippa svälten i hemlandet.  
Baluchiska flickor skeppades 1943 via Gulfstaterna till Mecka där de såldes som konkubiner för 350-450$, sedan vita flickor inte längre gick att få tag på.

### Avskaffande
Sedan Indien år 1947 blivit självständigt tog Brittiska Foreign Office för första gången en påtaglig kontroll över Gulfstaterna och kom i position att på allvar ingripa mot slaveriet, särskilt som en större internationell närvaro i Gulfstaterna drog en större uppmärksamhet till dem. 
FN förklarade slaveri som ett brott mot de mänskliga rättigheterna i FN:s deklaration om de mänskliga rättigheterna 1948. Anti-Slavery Society påpekade att det fanns en miljon slavar i Arabvärlden, vilket var ett brott både mot FN:s deklaration och  1926 Slavery Convention, och krävde en kommitté i FN. 
FN bildade därför Ad Hoc Committee on Slavery, som företog en internationell undersökning som resulterade i Supplementary Convention on the Abolition of Slavery. 
FN:s Ad Hoc Committee on Slavery inkluderade information om slaveriet i Oman i sin slutrapport 1951. 
Slaveriet förbjöds officiellt i Oman 1970 efter en statskupp stödd av britterna, då den gamla härskaren avsattes och hans efterträdare utfärdade en mängd samhällsreformer, av vilka avskaffandet av slaveriet var ett. 
Efter slaveriets avskaffandes anställdes fattiga migrantarbetare för samma typer av arbeten enligt Kafala-systemet, som har kritiserats för att vara en modern form av slaveri.